# McArthur (rivière)
Pour les articles homonymes, voir McArthur.

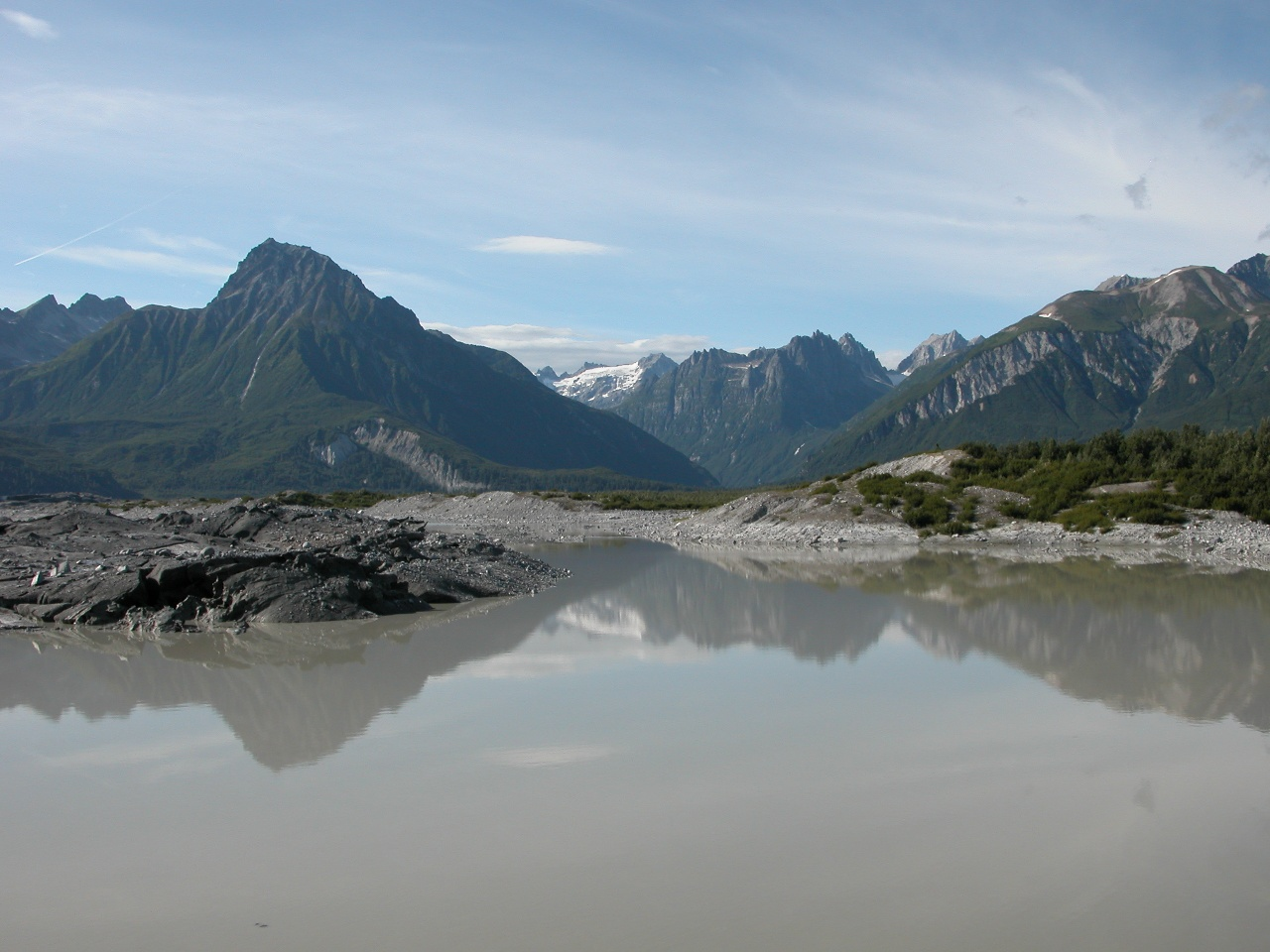
La Mac Arthur.

La rivière McArthur est un cours d'eau d'Alaska, aux États-Unis situé dans le borough de la péninsule de Kenai.

## Description
Longue de 33 milles (53 km), elle prend sa source dans le glacier McArthur et coule en direction du sud-est jusqu'à la baie Trading, à 30 milles (48 km) au nord-ouest de Kenai dans la partie inférieure du golfe de Cook.
Son nom lui a été donné en 1910 en l'honneur du navire à vapeur McArthur, par l'United States Geological Survey.

## Affluent
- Chakachatna – 36 milles (58 km)

## Sources
- (en) « McArthur (rivière) », Geographic Names Information System